# Cribbea lamellata
Cribbea lamellata är en svampart som först beskrevs av J.W. Cribb, och fick sitt nu gällande namn av A.H. Sm. & D.A. Reid 1962. Cribbea lamellata ingår i släktet Cribbea och familjen spindlingar.   Inga underarter finns listade i Catalogue of Life.